# Điện thoại thẻ

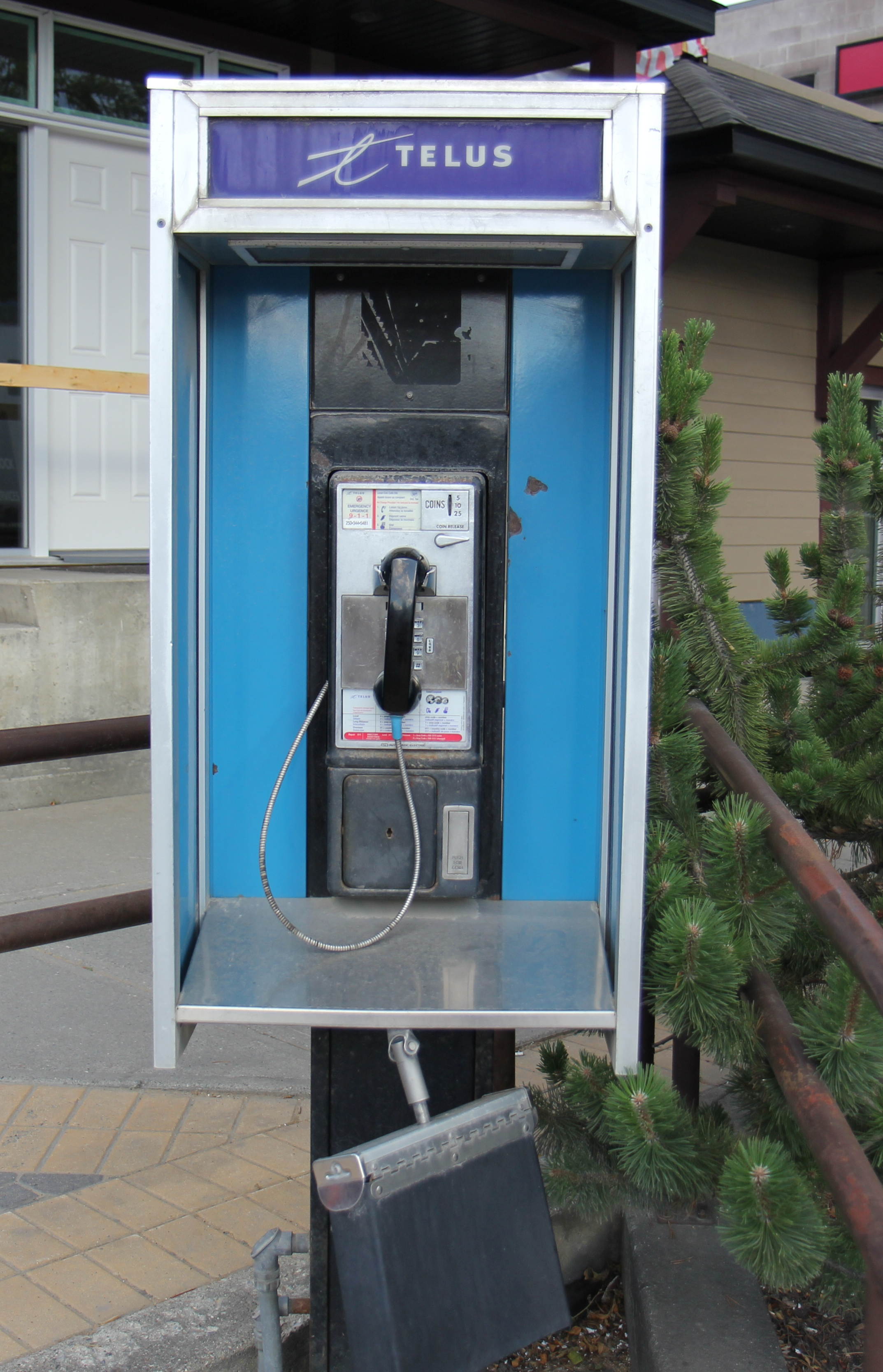
Điện thoại thẻ của hãng Telus ở thị trấn Golden, tỉnh British Columbia, Canada

Điện thoại thẻ hay điện thoại trả tiền là dịch vụ điện thoại công cộng vận hành bằng thẻ, thường nằm trong bốt điện thoại hoặc ở khu vực ngoài trời với lưu lượng giao thông cao, với việc trả trước bằng cách đút tiền vào (thường là đồng xu) hoặc ghi hóa đơn thẻ tín dụng hay thẻ ghi nợ, hoặc thẻ điện thoại. Thẻ gọi điện trả trước cũng tạo điều kiện cho việc thiết lập cuộc gọi bằng cách là trước tiên gọi cho số điện thoại không mất phí đã cung cấp, nhập số tài khoản thẻ và mã PIN, sau đó là nhập số điện thoại mong muốn. Cước phí sử dụng thiết bị có thể được tính theo đơn vị gia tăng, theo phút hoặc biểu giá đến bên thứ ba, thẻ ghi nợ, thẻ tín dụng, thẻ điện thoại hoặc thẻ gọi điện trả trước khi sử dụng điện thoại thẻ. Ở các nước tư bản, thông qua thỏa thuận với chủ đất, một là công ty điện thoại trả tiền thuê địa điểm và duy trì doanh thu, hoặc hai là chủ đất trả tiền thuê cho điện thoại và chia sẻ doanh thu.
Điện thoại thẻ thường xuất hiện ở những nơi công cộng đóng góp khái niệm về truy cập toàn cầu cho các dịch vụ truyền thông cơ bản. Vào cuối thập niên 1920, cước phí của một cuộc gọi bằng điện thoại thẻ chỉ đáng giá 2 xu. Cuộc gọi ở những năm 1930 là 5 xu. Cho đến khi điện thoại thẻ ngày càng mai một, thì giá của một cuộc gọi là 50 xu. Một luận điểm, được viết vào khoảng năm 2003, đã công nhận điều này là một vấn đề về khoảng cách số.